# キノエアナナス
キノエアナナス Tillandsia aeranthos はパイナップル科の植物の1つ。エアープランツの1つとして知られており、茎はやや長く伸び、赤い苞から青い花弁の花を出す。

## 特徴
茎がやや長く伸びるもので、長さ5-8cmに達し、分枝を出す。葉は狭い三角形状で先端は次第に尖り、長さ7-10cm、幅6-8mm。葉の地色は紫がかった緑色で、表面に銀白色の鱗片を密生する。葉の表面はやや内側に窪む。
花茎は細くて斜め上に向けて伸び、その先端に花序を1つだけつける。花序は穂状花序で、花が集まって頭状となり、長さ25-39mm、幅20mm程度、7-20の花を含む。一次苞は披針形で先端が突き出して尖り、膜質だが先端部は革質。下部のものは黄緑色で、先端に近い部分では鮮やかな桃赤色で先端が黄橙色になり、長さ15mm、幅6-8mmほど。花苞は長楕円形で先端が突き出して尖り、長さ13-29mmあり、中央は縦に隆起して竜骨状、膜質で鮮やかな赤色をなす。花には柄がない。萼片は互いに離れており、狭い披針形で長さ13mm。花弁は広卵形で紫色、長さ3cm。雄蘂は花冠より短い。
アノブロフィツム亜属に含める。種小名は『空色の花』を意味する。和名は記事名の通りだが、園芸分野では学名カナ読みのチランジア・アエラントス(若干の揺れあり)が通用している。

## 分布
ブラジル南部からパラグアイ、ウルグアイ、アルゼンチン北部にまで分布する。

## 利用
本種はエアープランツの一種として観賞用に栽培され、園芸的な区分では有茎の緑葉種である。花序の色合いやコントラストが美しく、鑑賞価値は高い。また耐寒性もある程度はあり、0℃程度までは耐えるので、暖地でなら野外でも冬を越せる。成長も比較的速くて花付きもよいので初心者にも向く。
園芸品種も幾つかあり、大柄なもの、小型のものなどがある。また白花品もある。その他、マージナータ 'Marginata' という品種は白花で花弁の縁だけに紫の斑紋が入るもので、この属では珍しい花色のものである。

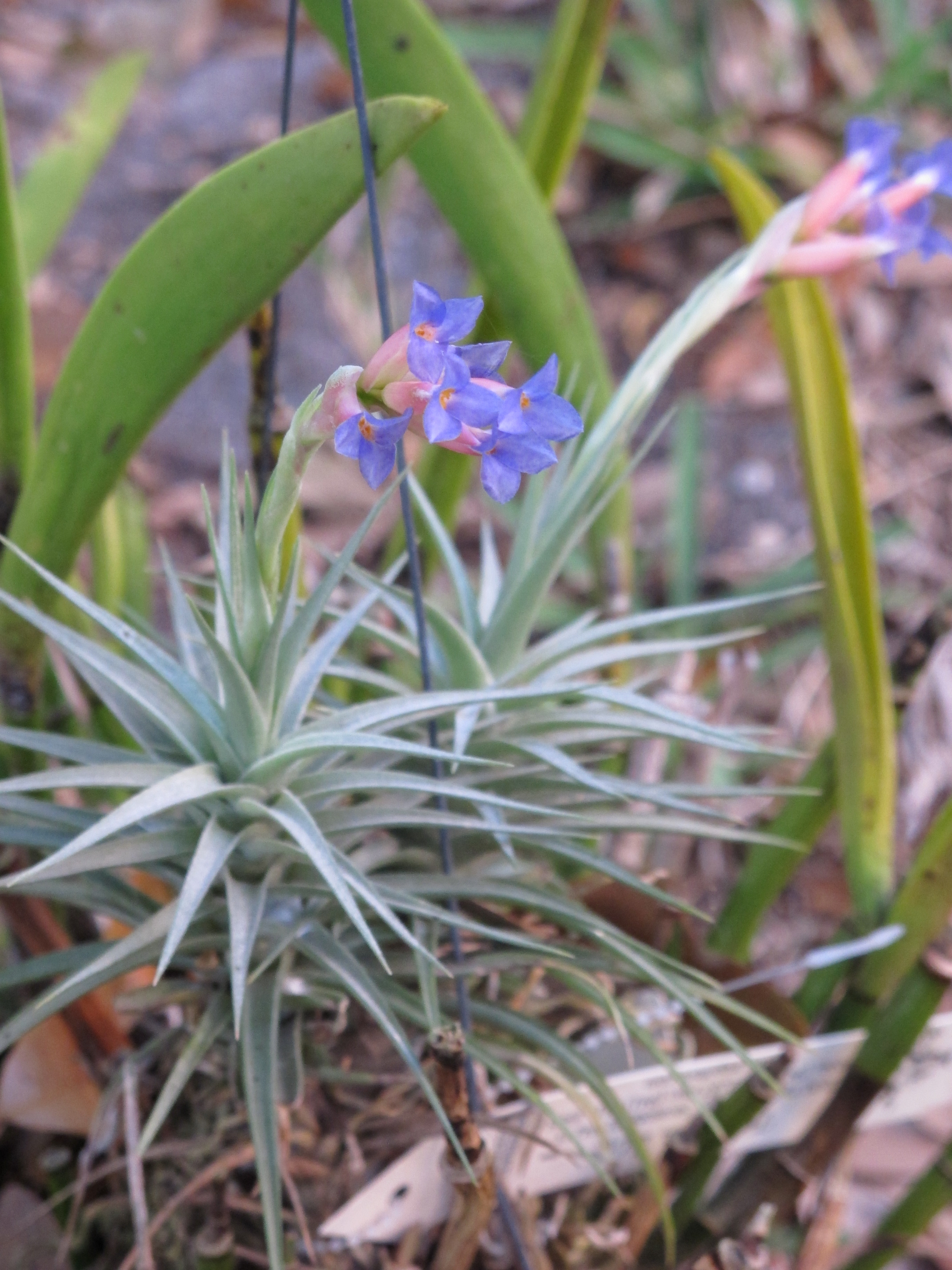
茎の先端から花序の部分
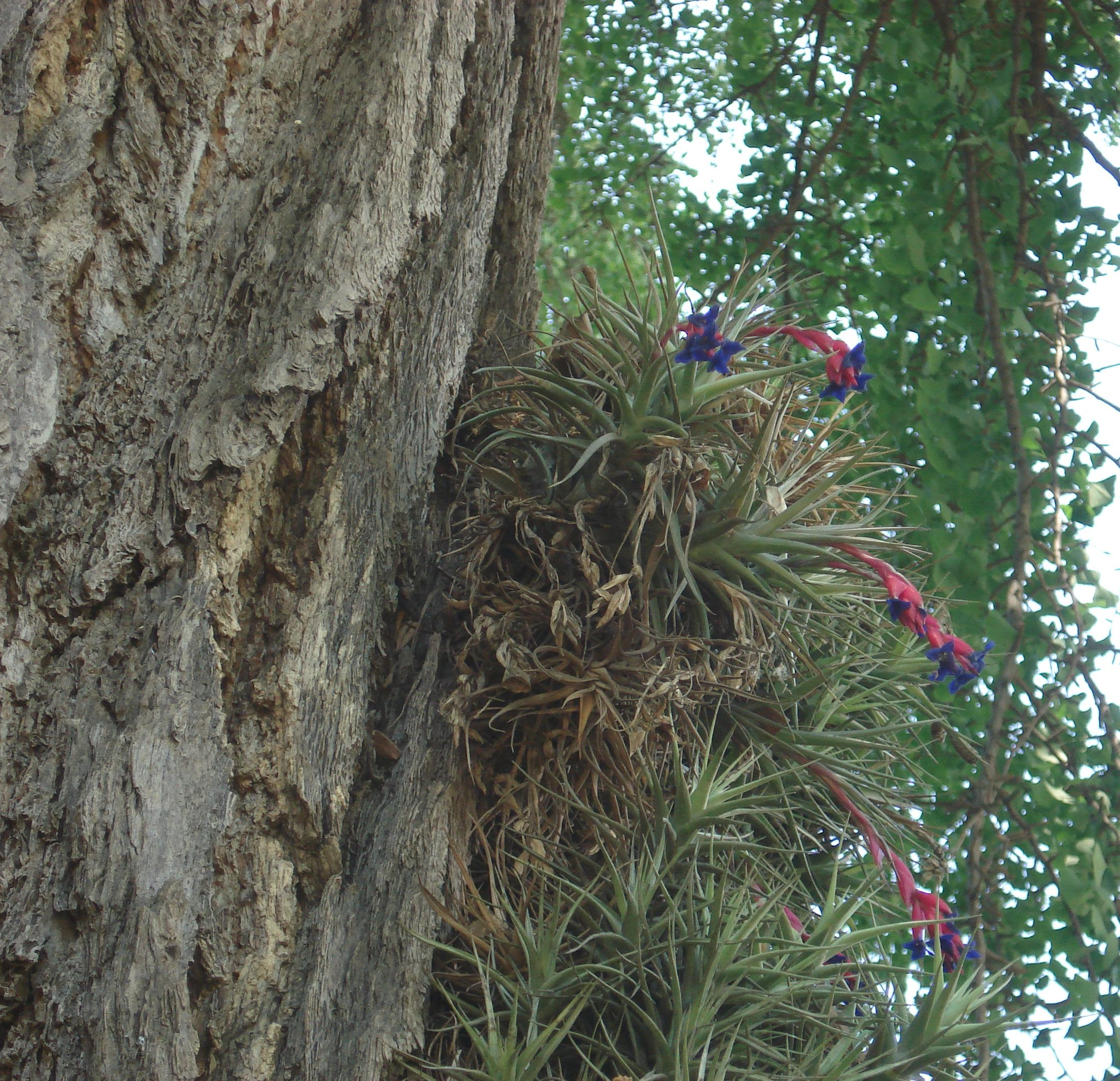
着生状態で栽培されているもの
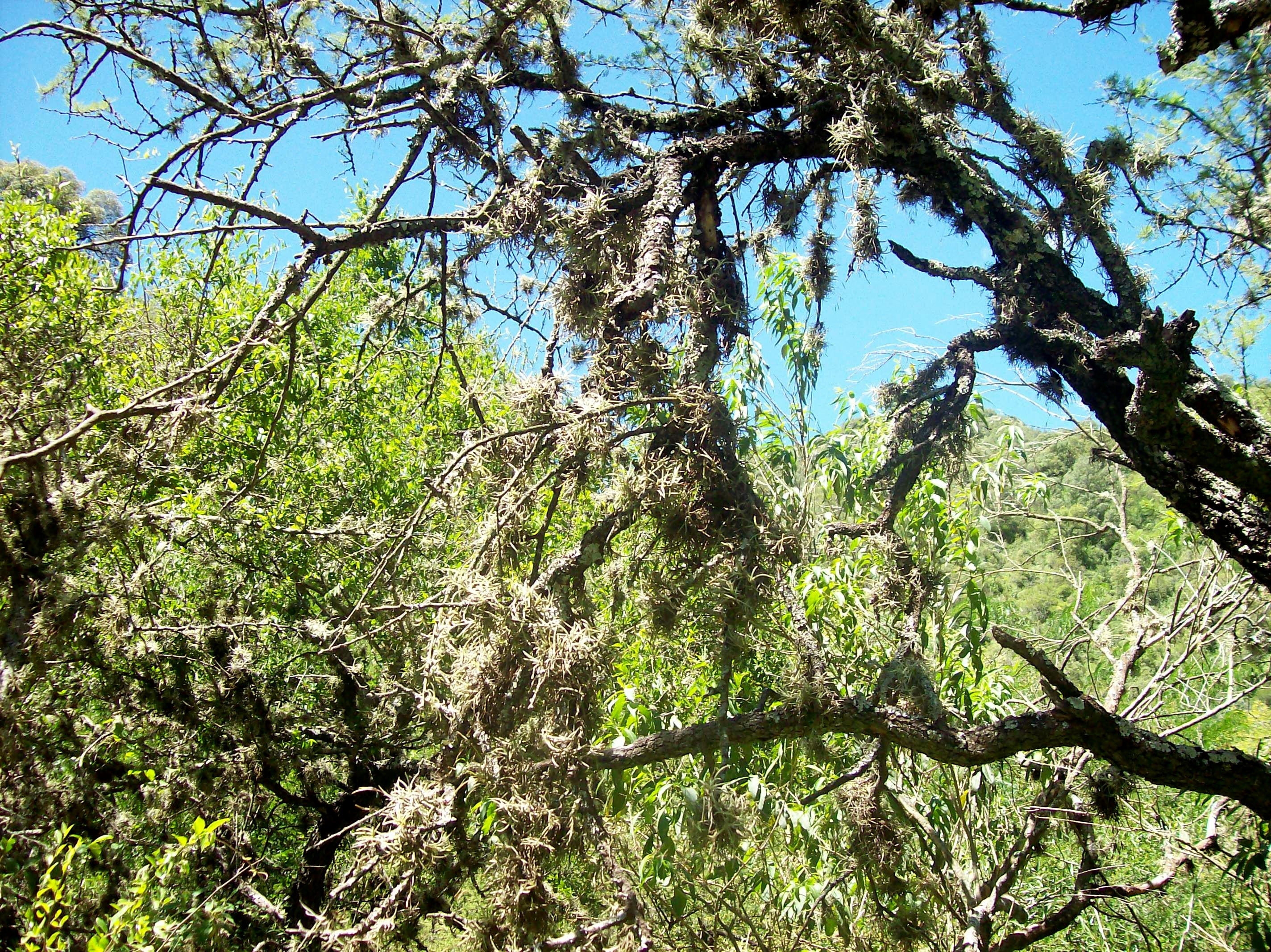
自生地(アルゼンチン)での様子